# Еса Пакарінен
Еса Пакарінен, повністю: Фелікс Есайас Пакарінен (фін. Esa Pakarinen, Feeliks Esaias Pakarinen 9 лютого 1911, Ряаккюля, Велике князівство Фінляндське — 28 квітня 1989, Варкаус, Фінляндія) — фінський актор, гуморист, співак, гармоніст, композитор.

## Життєпис
Еса Пакарінен народився у 1911 в містечку Раяккюля.
Після Другої світової війни оселився у Варкаусі, де і жив до самої смерті.
Почав зніматися в кіно з початку 1950-х. Перший фільм з його участю — «На ринку Рованіемі» (1951).
Найбільш відомими є фільми з циклу «Пекка Пуупяя» (1953–1959), а також «Літаючий калакукко» (1953).
Його партнерами в кіно були Олаві Вірта, Тапіо Раутаваара, Рейно Гелісмаа, Йорма Ікявалко, Маса Ніемі, Сіїрі Ангеркоскі і багато інших.
Окрім зйомок у кіно, Пакарінен виступав у ролі автора і виконавця популярних пісень.
У 1950-х він записував пісні під гармошку в стилі єнка, але в основному виконував пісні з кінофільмів, у яких сам і знімався.
У 1960-х в творчості Пакарінена настала перерва, але в 1970-х почався новий підйом, коли він записав кілька альбомів у дусі гумористичного рок-н-ролу: це були перекладені на фінську мову пісні низки американських виконавців — Джонні Кеша, Елвіса Преслі, Білла Хейлі та інших. Протягом всієї музичної кар'єри робив як сольні записи, так і дуети з багатьма відомими фінськими співаками того часу, включаючи Рейно Гелісмаа, Еско Тойвонена, Ірвіна Гудмена і Матті Лоухівуорі.
Помер у квітні 1989 від раку.

## Дискографія
- Pakarock (1974)
- Pakarock 2 (1976)
- Maailman paras levy (1977)
- Beat (1988)

## Фільмографія
- «На ринку Рованіемі» (1951)
- « Брат з Дикого Заходу» (1952)
- «Se alkoi sateessa» (1953)
- «Rantasalmen sulttaani» (1953)
- « Літаючий калакукко» (1953)
- «Пекка Пуупяя» (1953)
- «Пекка Пуупяя на літніх канікулах» (1953)
- «Hei, rillumarei!» (1954)
- «Пекка і П'яткя слідами снігової людини» (1954)
- «Pekka ja Pätkä puistotäteinä» (1955)
- «Kiinni on ja pysyy» (1955)
- «Pekka ja Pätkä pahassa pulassa» (1955)
- «Pekka ja Pätkä ketjukolarissa» (1957)
- «Pekka ja Pätkä salapoliiseina» (1957)
- «Pekka ja Pätkä sammakkomiehinä» (1957)
- «Пекка і П'яткя в Суеці» (1958)
- «Pekka ja Pätkä miljonääreinä» (1958)
- «Pekka ja Pätkä mestarimaalareina» (1959)
- «Pekka ja Pätkä neekereinä» (1960)
- «Mullin mallin» (1961)
- «Meiltähän tämä käy» (1973)

У художньому фільмі Тімо Койвусало «Лебідь і мандрівник» (1999) роль Пакарінена зіграв Гейккі Ноусіайнен.